# Аль-Шифа бинт Абдулла
Аль-Шифа бинт Абдулла (араб. الشفاء بنت عبد الله‎, её настоящее имя было Лейла) — сподвижница исламского пророка Мухаммеда.

## Биография
Она была дочерью Абдуллы ибн Абдшамса и Фатимы бинт Вахб и членом клана Бану Ади племени курайшитов в Мекке. Она вышла замуж за Абу Хатму ибн Хузайфу, и у них было двое сыновей, Сулейман и Масрук.
Она имела репутацию мудрой женщины. Её прозвище Аль-Шифа означает «Целительница», что указывает на то, что она занималась народной медициной. В то время, когда едва двадцать человек в Мекке умели читать и писать, Аль-Шифа была первой женщиной, которая приобрела этот навык. Она обучала каллиграфии многих других, включая её родственницу Хафсу бинт Умар жену исламского пророка Мухаммеда, впоследствии они стали подругами.
Аль-Шифа приняла ислам в Мекке и была среди первых, кто присоединился к переселению в Медину. Там у неё был дом между мечетью Пророка и рынком. Мухаммед навещал её там и иногда советовался с ней о лучших методах ведения бизнеса.
Сообщается, что когда Умар ибн аль-Хаттаб стал Праведным халиф, он иногда советовался с ней по некоторым вопросам рынка. Но это повествование не подтверждено достоверными источниками. Позже Шифа стала главой здравоохранения и безопасности в Басре, Ирак. Она вспоминала о нем: «Когда Умар говорил, он был громким; когда он ходил, он был быстрым; когда он бил, он причинял боль». Он также навещал её у неё дома. Однажды он спросил, почему её сын Сулейман пропустил утреннюю молитву; она ответила, что Сулейман молился всю ночь и утром уснул.

## Наследие
Среди хадисов, которые она передала, есть происхождение титула Умара, Амир аль-муминин, и следующие слова Мухаммеда: «Пример воина джихада на пути Аллаха подобен тому, кто постится и молится и не прекращает поститься и молиться, пока не вернется воин джихада».
Её сын Масрук стал эмиром. От сына Сулеймана у неё было два внука, Абу Бакр и Усман, которые также были передатчиками хадисов.